# Демидчик, Павел Дмитриевич
Павел Дмитриевич Демидчик (бел. Павел Дзмітрыевіч Дзямідчык; род. 30 января 1996, Минск) — белорусский футболист.

## Биография
Воспитанник СДЮШОР г. Копыль. По игровому амплуа чаще называется нападающим, однако в ряде источников назван защитником или полузащитником. В 2012—2015 годах выступал в первенстве дублёров за молодёжную команду солигорского «Шахтёра», провёл 64 матча и забил 10 голов. Сезон 2016 года начал в молодёжном составе клуба «Слуцк», где в 2016 году сыграл 24 матча и забил 5 голов в первенстве дублёров.
Дебютный матч в высшей лиге Беларуси за основной состав «Слуцка» сыграл 23 мая 2016 года против «Крумкачей», заменив на 82-й минуте ивуарийского легионера Гнохоре Кризо. Свой первый гол в чемпионате забил 15 июня 2016 года в ворота «Минска». Всего за сезон сыграл 3 матча, во всех из которых выходил на замены, и забил один гол.
Сезон 2017 года начал в составе клуба первой лиги «Сморгонь», однако летом перешёл в «Смолевичи-СТИ». В составе «Смолевичей» стал серебряным призёром первой лиги 2017 года. В начале 2018 года вернулся в «Сморгонь», где провёл ещё полтора сезона.
В августе 2019 года перешёл в армянский клуб «Ереван», в его составе осенью 2019 года провёл 11 матчей в чемпионате Армении, однако во время зимнего перерыва клуб был расформирован.

### В сборной
Выступал за юниорскую сборную Беларуси.